# Малко Кадиево
Малко Кадиево е село в Южна България. То се намира в община Стара Загора, област Стара Загора. По време на османското владичество селото е било българско село, което е имало 3 турски чифлика и един български. Селото никога не е сменяло името си. Имало е няколко рода в селото, чиито потомци живеят и до днес в селото.

## География
На 9 километра от центъра на Стара Загора. Добра пътна инфаструктура и редовни градски автобуси.
До селото се стига с автобусна линия № 15 в часовете 05.30 ч. 07.00 ч. 11.30 ч. 15.50 ч. 17.30 ч. 19.30 ч. В селото се намира Пуйкоферма. Широко е застъпено и животновъдството.